# نيلسون كاستريون
نيلسون كاستريون (بالإسبانية: Nilson Castrillón) هو لاعب كرة قدم كولومبي في مركز الدفاع، ولد في 28 يناير 1996 في Caloto, Cauca ‏ في كولومبيا. لعب مع ديبورتيس توليما.

## وصلات خارجية
- نيلسون كاستريون على موقع قاعدة بيانات كرة القدم.إي يو (الإنجليزية)
- نيلسون كاستريون على موقع Soccerway.com (الإنجليزية)
- نيلسون كاستريون على موقع AS.com (الإسبانية)